# Abram Gots
Abram Rafaílovich Gots (a veces transliterado Gotz), también Abraham Gots, Abram Gots o Avram Gots (en ruso: Абра́м Рафаи́лович Гоц, 1882-1937), político y revolucionario ruso, miembro destacado del Partido Social-Revolucionario y parte de su comité central.

## Comienzos
Nació en una rica familia judía. Su hermano, Mijaíl Gots, fue uno de los fundadores del Partido Social-Revolucionario. A su muerte en 1906, Abraham ingresó de forma activa en el partido, siendo arrestado y condenado a ocho años de cárcel al año siguiente.
Durante la Primera Guerra Mundial, mantuvo una postura internacionalista, que abandonó tras la revolución.

## El periodo revolucionario

### Partidario de la coalición y favorable a Kérenski
Al estallar la Revolución de Febrero que acabó con la monarquía zarista, Gots se hallaba aún exiliado en Siberia, como otros destacados socialistas (María Spiridónova, Catalina Breshko-Breshkóvskaya).

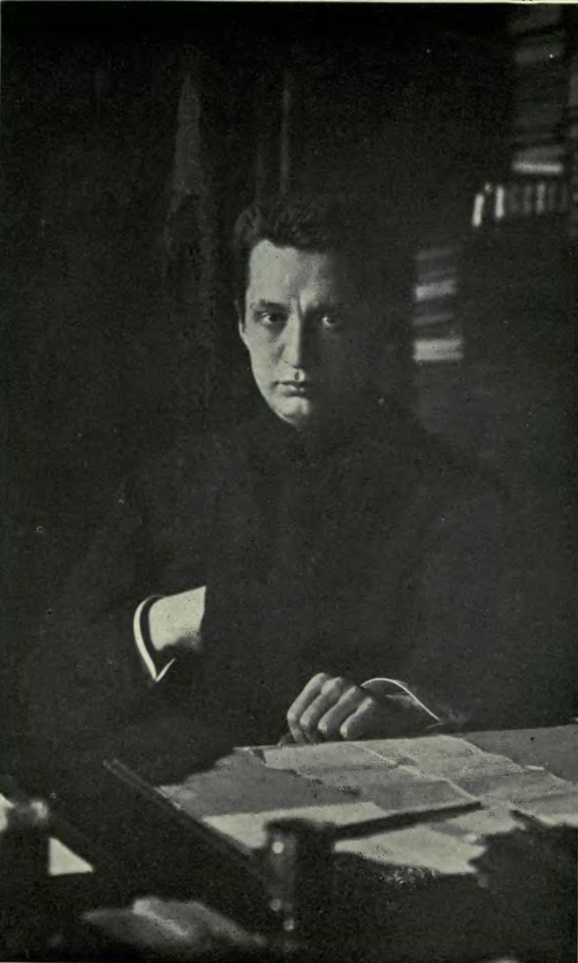
Aleksandr Kérenski, teórico miembro del partido, ministro de Defensa y más tarde primer ministro del Gobierno Provisional Ruso, gozó del respaldo de Gots en su mantenimiento de los Gobiernos de coalición con los representantes de la burguesía rusa.

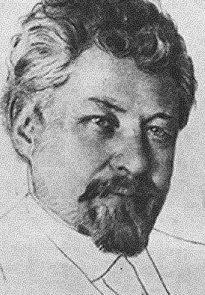
Víctor Chernov, figura equivalente a Gots de la corriente de centroizquierda dentro del partido, principal ideólogo y dirigente con mayor prestigio en él, acabó rompiendo su anterior acuerdo con Gots tras el fallido golpe de Kornílov, oponiéndose a seguir incluyendo a los kadetes en el Gobierno, a diferencia de Gots, que los consideraba imprescindibles.

Tras regresar a la capital junto al menchevique Irakli Tsereteli, pasó a formar parte del comité ejecutivo del Sóviet de Petrogrado como representante de los socialrevolucionarios, vicepresidente hasta noviembre, junto con otras figuras de la misma corriente de centro-derecha del partido como Vladímir Zenzínov o Nikolái Avkséntiev. Gots respaldó firmemente la acción del Gobierno Provisional Ruso. Ante la renuencia del dirigente con más prestigio del partido y su ideólogo, Víctor Chernov, para hacerse con el control del partido, Gots surgió como su figura principal en el mando de la organización. Gots era uno de los principales representantes de la corriente de centro-derecha de los socialrevolucionarios, favorable a la colaboración con la burguesía. Partidario de los Gobiernos de coalición con los representantes burgueses, participó personalmente en las negociaciones para formar los tres gabinetes de coalición que se sucedieron en 1917. Sirvió en la práctica como intermediario entre Kérenski, teórico miembro del partido, y el consejo de Petrogrado.
Gots formaba parte del grupo de centro-derecha del partido que, junto con Avkséntiev, Zenzínov, Fondaminski o Vadim Rúdnev, controló el mismo hasta después del fallido golpe de Kornílov gracias a su cohesión, el respaldo de gran parte de la intelectualidad del partido y el apoyo de los Aliados. Formaba parte además de la «cámara estrellada» (del ruso: Звездная палата), una agrupación informal de los principales dirigentes mencheviques y socialrevolucionarios que controlaba la presidencia del consejo de Petrogrado y de la que formaban parte Irakli Tsereteli, Fiódor Dan o Nikolái Chjeidze. Esta, junto con los liberales reunidos alrededor de Kérenski y de Nekrásov, controló el poder hasta su apartamiento por Lenin y sus seguidores en el alzamiento de noviembre. Su capacidad, menor que la de los dirigentes mencheviques, hizo que la influencia de los socialrevolucionarios en las decisiones del consejo no fuese pareja a su gran número de delegados, y estas fuesen mayoritariamente tomadas por los mencheviques.
En junio fue nombrado presidente del comité ejecutivo del consejo, para entonces centro de la organización nacional de consejos, puesto que mantuvo hasta el II Congreso Nacional de los Sóviets (consejos), contemporáneo de la Revolución de Octubre. Fue el miembro electo del comité central con más votos en el III Congreso del partido en mayo. Gracias a su fuerte personalidad logró controlar el comité central durante el congreso y hasta el siguiente IV Congreso en diciembre. Durante el mismo logró aprobar su moción defensista, a pesar de las protestas de una minoría sustancial de los delegados. La unión en el partido se mantuvo mientras la corriente de centro-derecha, representada principalmente por Gots, logró conservar la unidad con el centro-izquierda de Chernov. Una vez que las disensiones internas estallaron tras el golpe de Kornílov la unidad del partido se quebró.
Mantuvo una postura a favor de la paz, pero muy condicionada y débil, respaldando con tibieza los intentos de pacificación de los socialistas en la conferencia de Estocolmo durante el verano, que fracasó, negándose a presionar a los Aliados a firmar la paz, limitándose a esperar que las propuestas de paz universal, sin indemnizaciones ni anexiones, defendida por el consejo de Petrogrado y publicada por el Gobierno Provisional, obtuviesen el respaldo mayoritario de la población en los demás países europeos, abogando mientras tanto por la continuación de la participación rusa en la contienda.
En julio, durante la crisis de gobierno por la renuncia del primer ministro liberal Georgi Lvov y la salida del gabinete de los ministros kadetes, exigió el nombramiento de su correligionario Chernov, representante paradigmático de la corriente de centro-izquierda en el partido, como ministro de Agricultura como condición necesaria para apoyar el segundo gabinete de coalición, ya bajo la presidencia de Kérenski. Mantuvo su respaldo a Chernov durante la campaña de difamación de la derecha en agosto, que trató en vano de forzar su renuncia al ministerio.
Durante las Jornadas de Julio ofreció un respaldo decidido a Kérenski y a las medidas de represalia de los rebeldes.

### El golpe de Kornílov, la Conferencia Democrática y la Revolución de Octubre

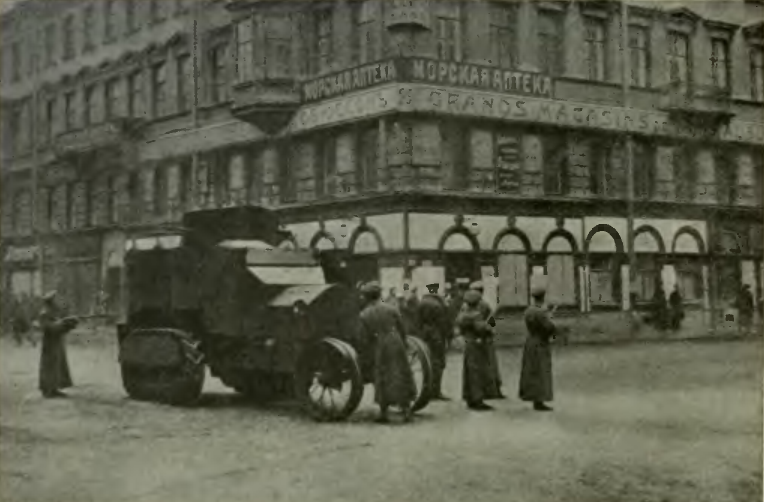
Tropas bolcheviques en las calles de Petrogrado durante la Revolución de Octubre. Gots se opuso firmemente a está dirigiendo, por encargo del comité central de su partido, un fallido contragolpe pocos días después del alzamiento bolchevique.

Su respaldo a Kérenski, junto con el de Zenzínov, fue crucial para evitar que el partido retirase su apoyo a Kérenski tras el golpe de Kornílov, a pesar de las extendidas sospechas de colusión del primer ministro con el general golpista. Tras el intento de golpe de Estado Gots se escoró a la derecha, rompiendo su anterior entendimiento con Chernov y forjando una alianza de toda el ala derecha del partido, que tomó desde entonces claramente el control del mismo. Se opuso, infructuosamente, a la aprobación por el partido de una moción prohibiendo a Kérenski incluir kadetes en su futuro Gobierno (el tercero de coalición). Gots decidió aliarse con Avkséntiev y los más derechistas para mantener el apoyo del partido a la coalición social-burguesa, en peligro por la radicalización entre las filas socialrevolucionarias debida al intento de contrarrevolución de Lavr Kornílov y sus partidarios. Ante la imposibilidad de lograr la mayoría en el partido para continuar apoyando la coalición, dio libertad de voto para poder seguir apoyándola evitando la imposición de la mayoría, ahora contraria a la misma.
Participó también en la Conferencia Democrática (14 de septiembrejul./ 27 de septiembre de 1917greg.-22 de septiembrejul./ 5 de octubre de 1917greg.). Había defendido su formación como órgano de control del directorio formado durante el golpe de Kornílov para calmar el ánimo de los más radicales, que podía degenerar en una guerra civil. En la Conferencia defendió el mantenimiento de los Gobiernos de coalición con participación de los kadetes, la postura más conservadora de entre las presentadas en la asamblea. Tras votar contra la resolución final, que aprobaba el mantenimiento del gobierno de pacto burgués-socialista pero excluía a los kadetes, participó en las maniobras de la presidencia junto con Tsereteli, Avkséntiev y Chjeidze para dar carta blanca a Kérenski en la formación de su nuevo gabinete, una vez más de coalición y que incluyó a los kadetes.
A pesar de las crecientes indicaciones de una inminente sublevación preparada por los bolcheviques, Gots se mantuvo inactivo. Incapaz de entender la gravedad de la situación y el desbordante deseo de paz de gran parte de los soldados del frente, diez días antes de la Revolución de Octubre se limitó a responder de esta manera a un delegado que exigía la paz inmediata:

No puedo creer que en el Ejército revolucionario ruso haya unidades que tolerarían la vergüenza de una paz separada, y confío que ante una crisis el Ejército revolucionario ruso cumpliría con su deber con el país y la revolución.

En vísperas del alzamiento bolchevique fue uno de los delegados del Preparlamento que, junto con Fiódor Dan y Avkséntiev, acudió a ver a Kérenski para tratar de convencerlo para proclamar ciertas reformas urgentes que creían suficientes para restar apoyos a los bolcheviques (24 de octubrejul./ 6 de noviembre de 1917greg.).
Ordenó la retirada de los delegados socialrevolucionarios del II Congreso de los Consejos de Delegados de Trabajadores y Soldados, causando la ruptura definitiva del partido en dos, formándose pocos días más tarde el Partido Socialrevolucionario de Izquierda con parte de los miembros más radicales del partido, que se habían negado a abandonar la asamblea.

### Guerra civil
Se opuso a la Revolución de Octubre. Tras esta su influencia en el partido decayó, a pesar de ser aún elegido en el IV Congreso del partido en diciembre de 1917 para permanecer en el comité central, aunque con un apoyo notablemente menor. Poco días después del golpe bolchevique pergeñó el fallido alzamiento en la capital en contra de éstos, por encargo del comité central y en nombre del «Comité de Salvación de la Patria y la Revolución», poco más que una fachada del partido. Tras el fracaso del contragolpe abandonó Petrogrado (27 de octubrejul./ 9 de noviembre de 1917greg.) junto con otros destacados dirigentes del partido, para unirse a Kérenski, que marchaba sobre la capital con algunas tropas cosacas.
Al poco, tras el fracaso de la ofensiva de Kérenski contra la ciudad, acudió junto con Avkséntiev a Moguiliov, donde ambos convencieron a Chernov para abandonar el intento de crear un Gobierno rival con este al frente.
Estuvo presente durante la única sesión de la Asamblea Constituyente Rusa, a pesar de estar buscado por la policía por su participación en el alzamiento de los cadetes de noviembre, gracias a la decisión de Lenin de otorgar inmunidad a los diputados de la asamblea. Aun así, vigilado, no pudo desempeñar un papel destacado en las deliberaciones. La noche anterior a la única sesión de la Asamblea (4 de enerojul./ 17 de enero de 1918greg.) anuló la orden de insurrección contra el Gobierno que debía coincidir con la primera sesión de la asamblea, ante la debilidad de las fuerzas que los socialrevolucionarios habían logrado reunir para la tarea.

## Periodo soviético
En 1922, fue condenado a muerte por su participación en la resistencia a los bolcheviques en el juicio a los dirigentes socialrevolucionarios celebrado ese año. Se le conmutó la pena a cinco años de prisión, aunque no fue liberado hasta 1927, trabajando desde entonces en varios organismos económicos soviéticos.
Arrestado nuevamente en 1936, se cree que fue ejecutado en 1937, aunque fuentes soviéticas afirman que falleció en 1940 en Berlín.